# 川久保公司
川久保 公司（かわくぼ こうじ、1956年（昭和31年）10月7日 - ）は、日本の実業家。みずほ不動産販売株式会社代表取締役社長を務めた。

## 人物・経歴
東京都出身。1980年小樽商科大学商学部卒業、安田信託銀行（のちのみずほ信託銀行）入行。1999年コンサルティング部長。2007年執行役員コーポレートビジネス企画部長。2009年みずほ銀行常務執行役員総合コンサルティング部長。2013年からみずほ信不動産販売代表取締役社長を務め、2015年にはみずほ不動産販売への商号を行った。2017年にみずほ不動産販売代表取締役社長を退任し、東京建物監査役に就任。